# Pilea brittoniae
Pilea brittoniae är en nässelväxtart som beskrevs av Ignatz Urban. Pilea brittoniae ingår i släktet pileor, och familjen nässelväxter. Inga underarter finns listade i Catalogue of Life.